# Шариатпур
Шариатпур (бенг. শরিয়তপুর) — город и муниципалитет на юге Бангладеш, административный центр одноимённого округа. Площадь города равна 25,5 км². По данным переписи 2001 года, в городе проживало 42 154 человека, из которых мужчины составляли 51,55 %, женщины — соответственно 48,45 %. Плотность населения равнялась 1653 чел. на 1 км².